# 台北國際會議中心

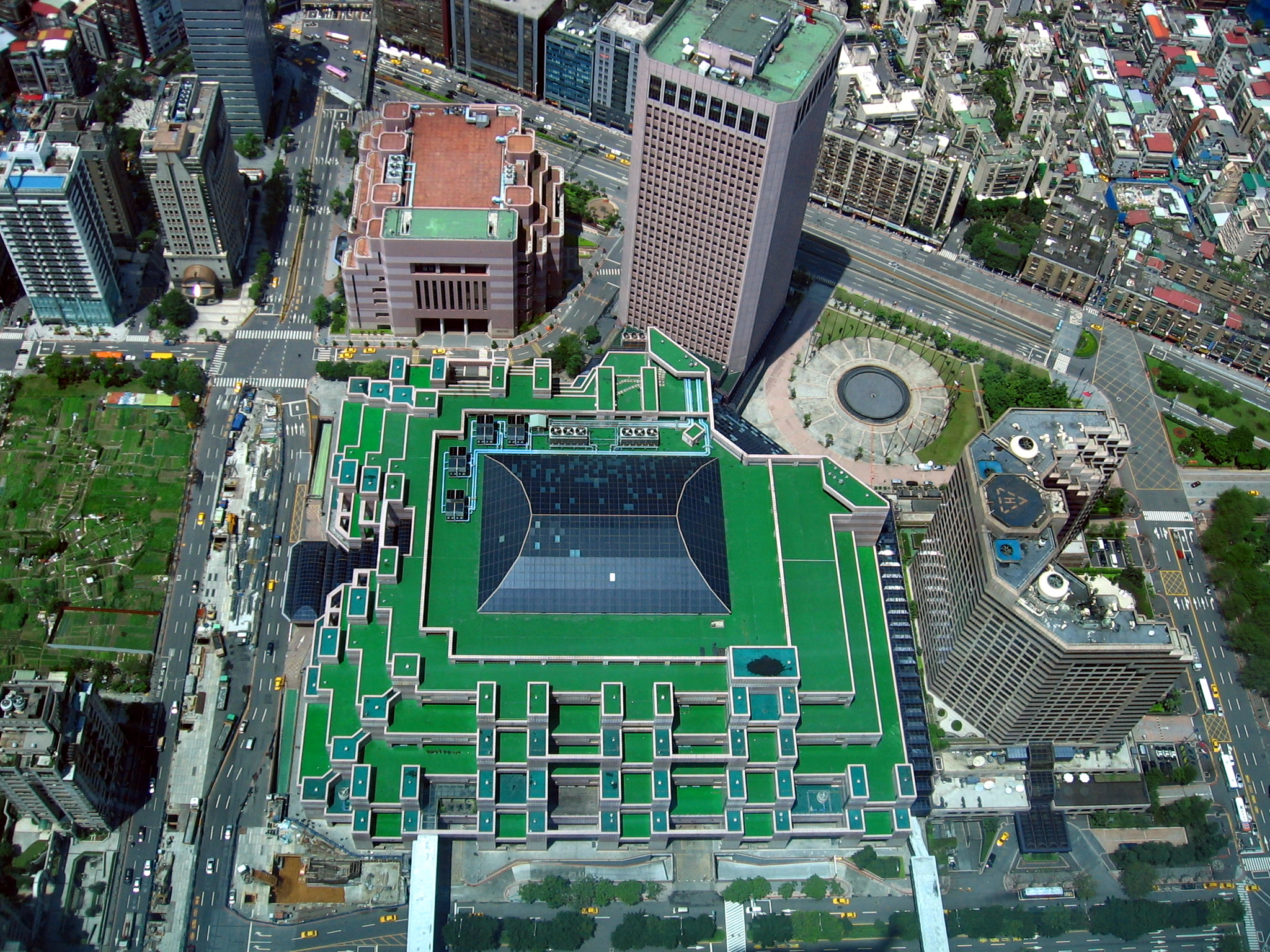
臺北世界貿易中心四合一建築群，台北國際會議中心位於左上角

台北國際會議中心（英語：Taipei International Convention Center，TICC）位在臺灣臺北市信義計畫區。1984年12月27日，行政院會議核可交通部送審之《興建台北國際會議中心可行性研究報告》；1986年6月TICC動工興建，1989年11月完工；1989年12月4日，在「第十二屆亞洲大洋洲婦產科醫學會議」進入此建築、成為第一個在此處進行的國際會議的同時，也宣告正式啟用；最終，1990年1月8日，TICC成為台北世界貿易中心四合一建築範疇。

TICC除了提供工商界租用此建築進行各類型會議與展覽以外，也有設置餐廳及大會堂，是一項多功能的展會建築。在營運初期雖有遇到虧損之現象，但隨著台北世貿四合一建築的機能與台北101的興起，TICC也成為眾多會議、各類型演藝活動會、研討會、產品發表會之重點舉辦場地，至今每年約有八百餘場的各類會展在此地進行。截至目前為止，TICC也是國際會議協會（International Congress & Convention Association，簡稱ICCA）與國際會議中心協會（International Association of Congress Centres，簡稱AIPC）的會員。

## 主要設施

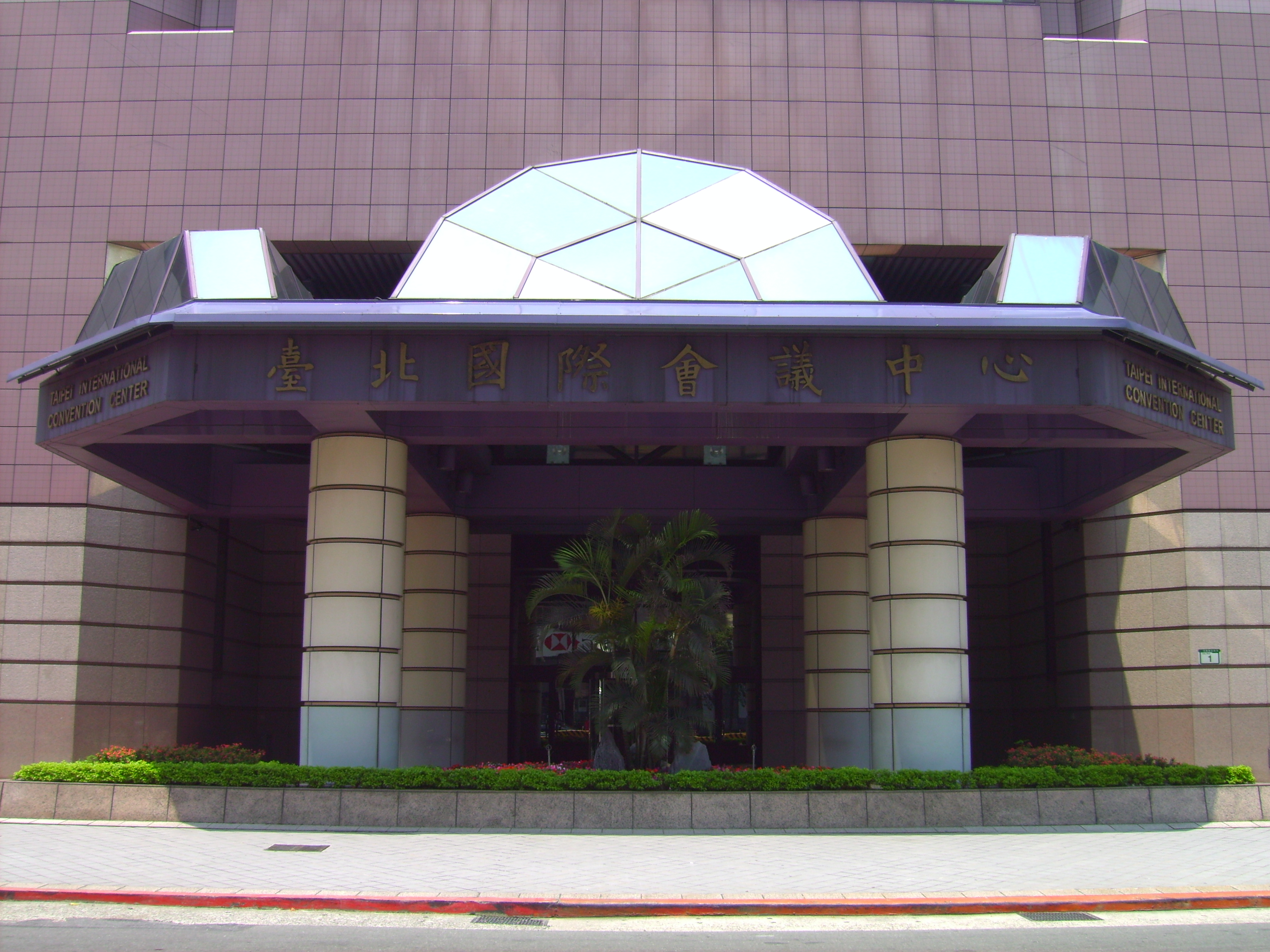
台北國際會議中心的信義路指標門

註：有關更多細節部份，請參閱台北國際會議中心官網的場地介紹 。

### 大會堂

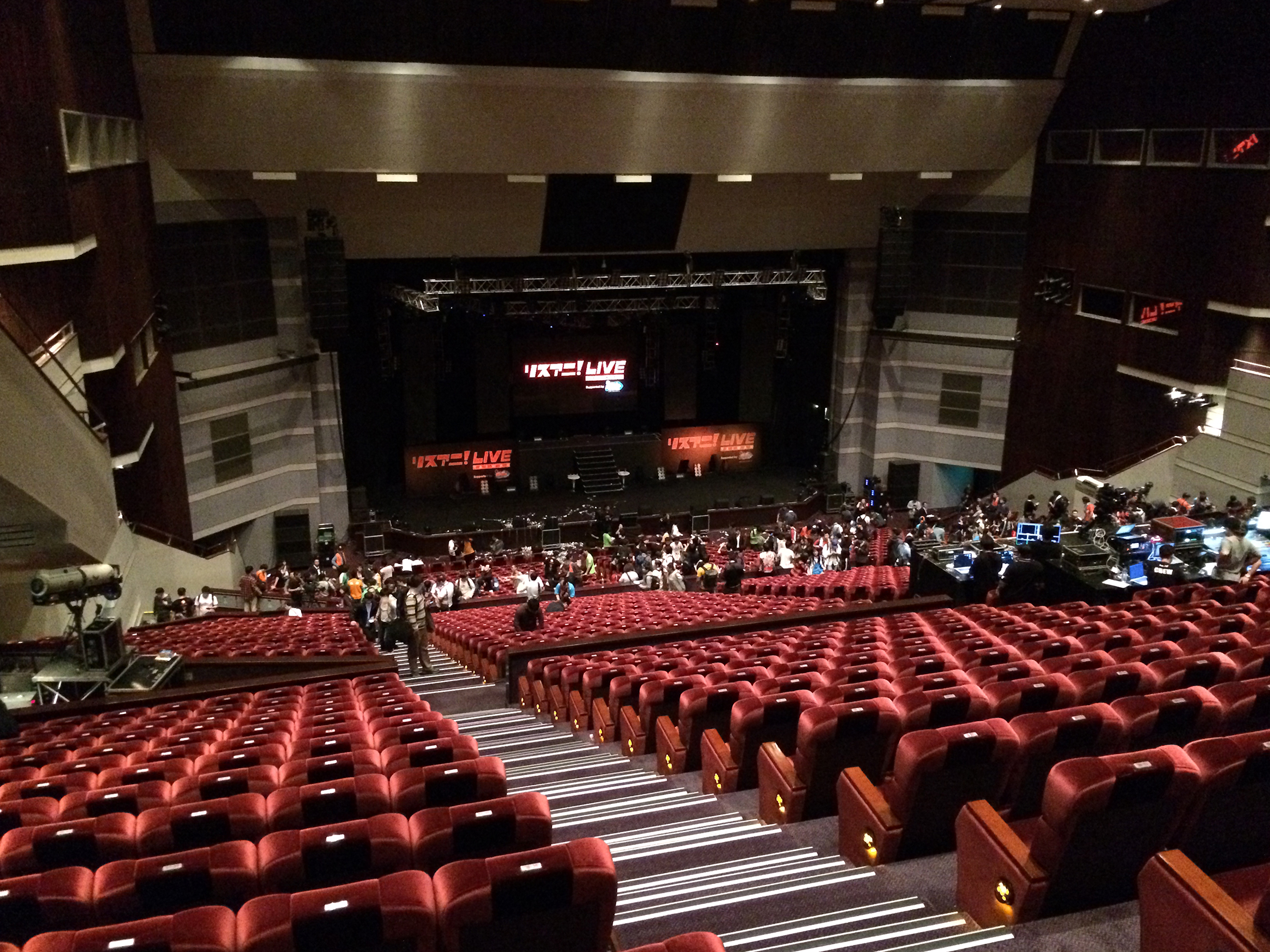
台北國際會議中心大會堂

樓層從2M延至6M、樓高26公尺，舞台寬約23公尺的大會堂，提供大型演講、研討會、藝文表演、演唱會、企業大型聚會時使用，座位可容納3122人，曾是台灣最大的室內會議場所，並擁有6種語言的同步口譯設備，許多國際性的大型會議與各類型演藝活動會選在此處舉辦。

### 會議室

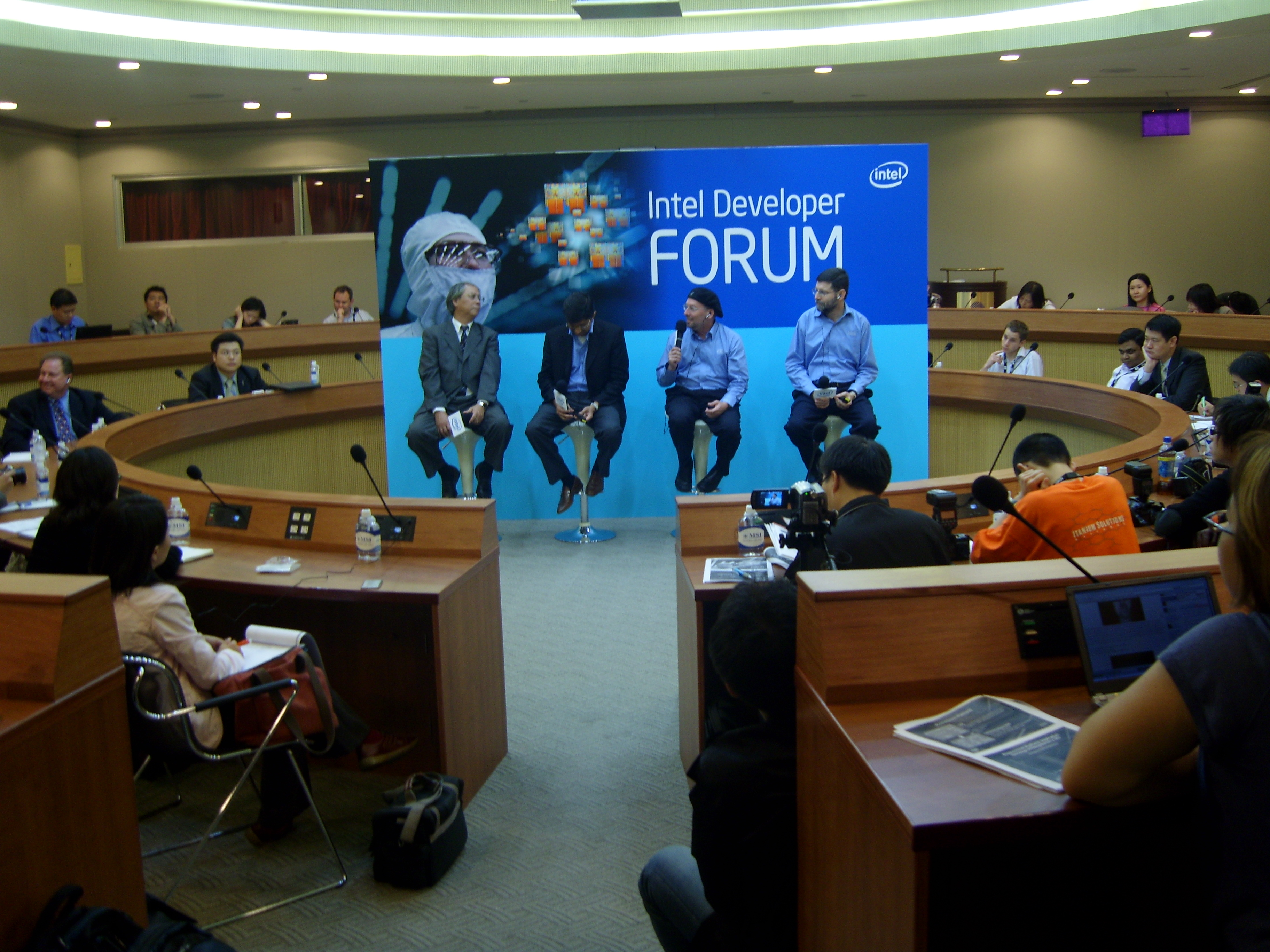
2007年的英特爾科技論壇，就選在401會議室，作為舉辦記者會的固定場所。

依照規模，有大、中、小之分。其中，101、201等兩間大型會議室，挑高5.6公尺，設有專業隔板，可彈性分間使用，最大容納量達800人，此兩間會議室亦可搭建展覽攤位，舉辦小型展覽。 102、105、202、203及401等其他中小型會議室，可供舉辦50至200人的研討會。103會議室已改造為數位攝影棚，提供直播及錄影之創新數位會議服務。

### 公共休息區與走廊

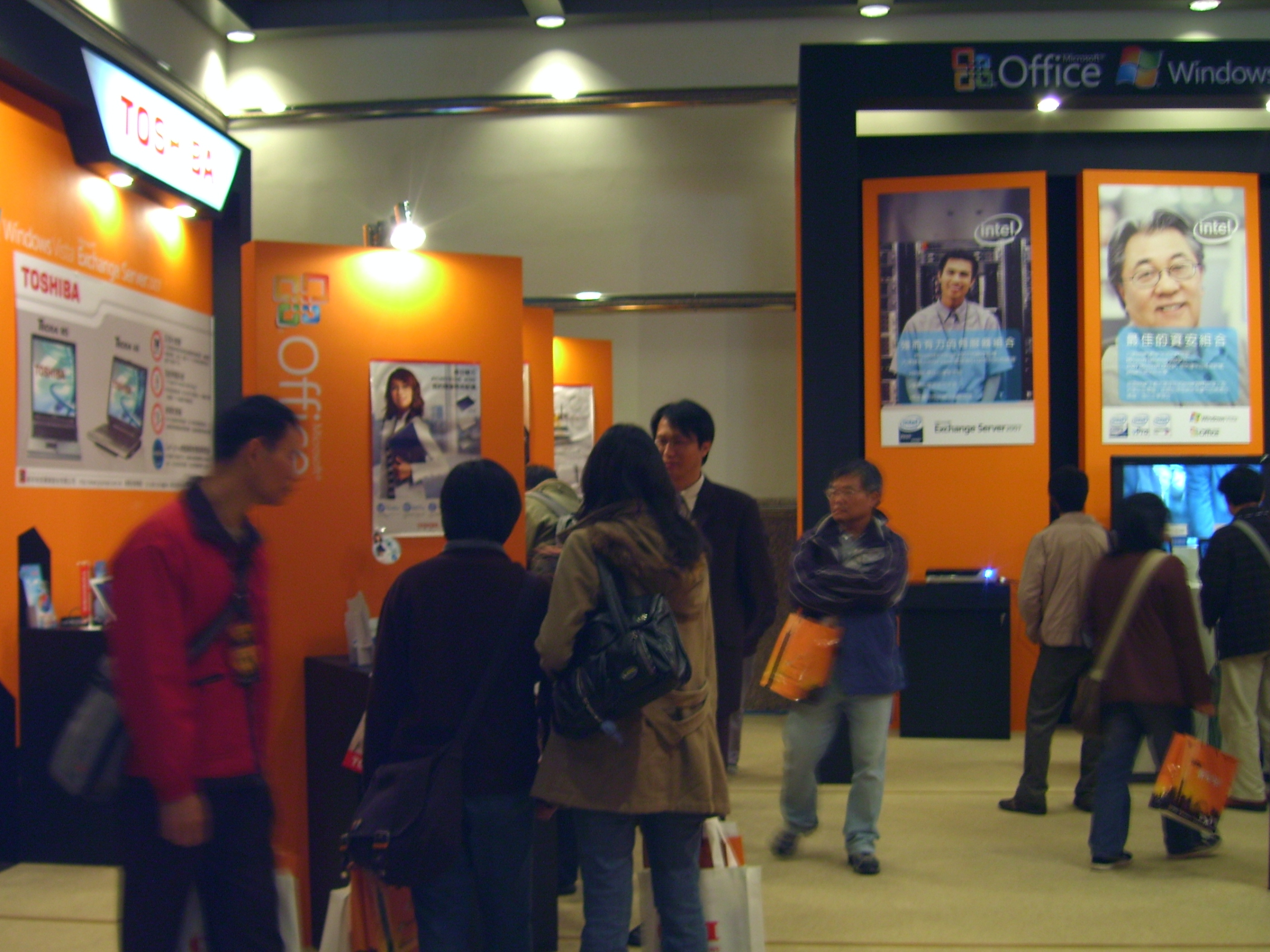
舉凡大型的產品發表，都會在休息區進行展示，此為Office 2007在台灣的發表會。

逢大型研討會或展覽進行時，在一、二樓南北走廊區也會提供給廠商設置展覽攤位。一樓大廳兩側休息區也可租用，進行小型展覽。大廳服務台除提供諮詢服務外，備有會展季刊與各種導覽簡介，供參觀者索取。

### 餐廳
有宴會廳、貴賓廳、翠庭與南軒、北軒、雅軒、悅軒等用餐廳室，目前是天成飯店集團承攬經營，名稱為「天成大飯店TICC世貿會館」，提供各類型宴會使用。各餐廳除提供館內展會活動所需的餐宴外，同時宴會廳、貴賓廳及南軒、北軒、雅軒、悅軒皆為餐會型會議室，可租用辦理頒獎典禮、研討會、記者會等各式活動。而在一樓有路易莎咖啡提供飲品、簡餐。

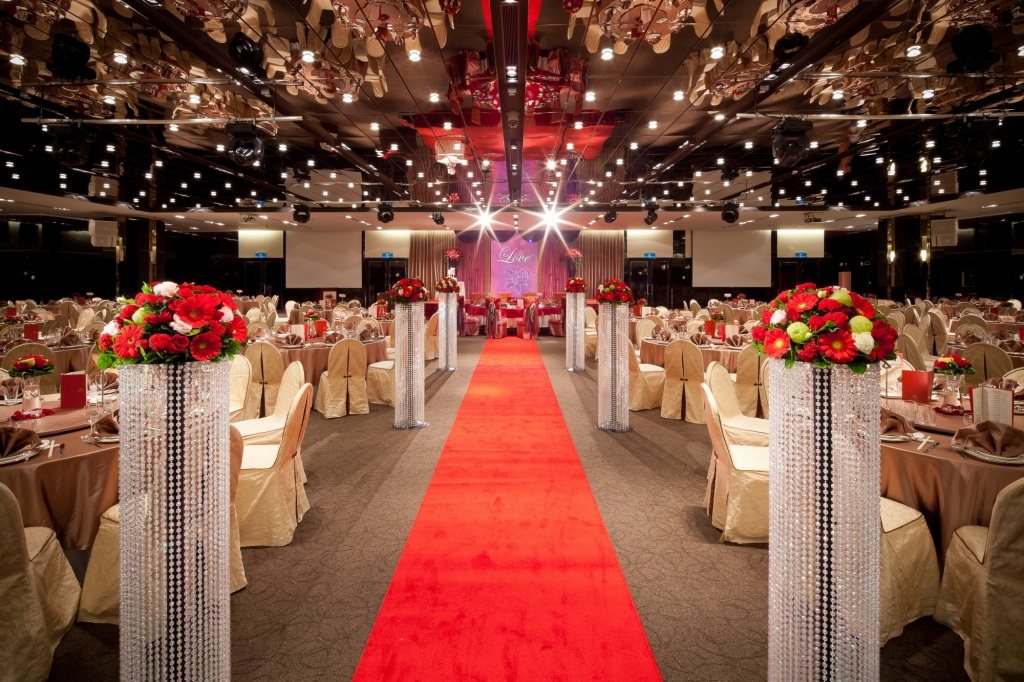
宴會廳可容納800人餐宴

### 景觀雕塑
在1989年12月啟用的同時，知名景觀雕塑家楊英風完成了雕塑作品《天下為公》，放置於莊敬路入口大廳處，採用不鏽鋼材質的鏡面反射，希望將本身的圓融具足特色與環境、觀者相諧，進而達成天人合一之境。

## 主要活動

### 文娛演出
- 1994年12月31日，陳昇《我愛美麗的寶島1995第一年跨年演唱會》（台北站）
- 1995年12月31日，陳昇《1996第二年跨年演唱會》（台北站）
- 1995年10月6-7日，李玟《你在我心上》（台北站）
- 1996年9月13-15日，伍佰 & China Blue《「夏夜晚風」演唱會》
- 1996年12月31日，陳昇《天使會來嗎1997第三年跨年演唱會》（台北站）
- 1997年4月18-20日，張信哲《「摯愛」台灣演唱會》（台北站）
- 1997年7月26日，萬芳《左手演唱會》（台北站）
- 1997年8月30日，蘇慧倫《傻瓜無敵登陸地球演唱會》（台北站）
- 1997年12月31日，陳昇《新樂園 Peace Land 1998第四年跨年演唱會》（台北站）
- 1998年11月8日，任賢齊《齊蹟Live演唱會》（台北站）
- 1998年12月24日，陳慧琳《彗星撞地球陳慧琳台灣巡迴演唱會98-99》（台北站）
- 1998年12月31日-1999年1月2日，陳昇《明年你還愛我嗎？1999第五年跨年演唱會》（台北站）
- 1999年4月8-9日，動力火車《末世紀狂搖滾演唱會》
- 1999年5月15日，游鴻明《五月的雪 515 創作演唱會》
- 1999年7月29日，王力宏《不可能錯過王力宏演唱會》
- 1999年8月21日，彭佳慧《呼彭喚友演唱會》
- 2001年8月11-12日，安在旭《一切就旭台北演唱會》（台北站）
- 2002年12月31日，陳昇《「π」2003第九年跨年演唱會》（台北站）
- 2003年1月9-10日，張清芳《雙城故事·光陰演唱會》（台北站）
- 2003年7月4-5日，林慧萍《萍水相逢演唱會》（台北站）
- 2003年11月14-16日，鳳飛飛《35週年個人演唱會》（台北站）
- 2003年12月27-28日，齊豫《回憶那段詩與歌的奇遇2003首次個人演唱會》（台北站）
- 2003年12月30-31日，陳昇《十年相聚，唱到你投降 2004第十年跨年演唱會》（台北站）
- 2004年8月7日，黃鶯鶯《天籟之音直到永遠演唱會》（台北站）
- 2004年9月17-18日，伍佰 & China Blue《愛力 Love Power 全台巡迴演唱會》（台北站）
- 2004年9月25日，葉璦菱《最愛醉璦演唱會》（台北站）
- 2004年10月9日，歐陽菲菲《目眩神迷演唱會》（台北站）
- 2004年10月20日，高凌風《Surprise 30周年演唱會》（台北站）
- 2004年11月20日，黃小琥《2004台北演唱會》（台北站）
- 2004年11月21日，張信哲《讓愛走動演唱會》（台北站）
- 2004年12月31日，陳昇《勇敢的人2005第十一年跨年演唱會》（台北站）
- 2005年1月21-22日，費翔《呼風喚雨世界巡迴演唱會》（台北站）
- 2005年3月19-20日，費玉清《淡淡幽情全台巡迴演唱會》（台北首站）
- 2005年4月30日-5月1日，費玉清《淡淡幽情全台巡迴演唱會安可場》（台北站）
- 2005年5月6-8日，鳳飛飛《歲月與歌聲之旅巡迴演唱會》（台北首站）
- 2005年6月10-11日，黃小琥《醉愛演唱會》（台北站）
- 2005年10月29-30日，陳綺貞《花的姿態巡迴演唱會》（台北站）
- 2005年12月30-31日，陳昇《魚說2006第十二年跨年演唱會》（台北站）
- 2006年4月29-30日，費玉清《脈脈聲情全台巡迴演唱會》（台北站）
- 2006年5月17日，Air Supply《30周年世界巡迴演唱會》（台北站）
- 2006年6月24-25日，費玉清《脈脈聲情全台巡迴演唱會安可場》（台北最終站）
- 2006年6月30日-7月1日，辛曉琪《The Promise 承諾台北演唱會》（台北站）
- 2006年9月10日，Westlife《Face to Face 世界巡迴演唱會（英语：Face to Face Tour）》（台北站）
- 2006年11月4-5日，周治平×童安格《童周共聚演唱會》（台北站）
- 2006年11月24-25日，優客李林《“再見，優客李林”巡迴演唱會》（台北首站）
- 2006年12月23-24日，張信哲《時空寄情巡迴演唱會》（台北站）
- 2006年12月29-31日，陳昇《這些人，那些人 2007第十三年跨年演唱會》（台北站）
- 2007年1月6-7日，王芷蕾《台北的天空 30周年演唱會》（台北站）
- 2007年4月21-22日，費玉清《回想曲全台巡迴演唱會》（台北首站）
- 2007年4月28-29日、5月12-13日，鳳飛飛《2007世界巡迴演唱會》（台北站）
- 2007年5月19-20日，萬芳×趙詠華《看見幸福演唱會》（台北站）
- 2007年6月16-17日，費玉清《回想曲全台巡迴演唱會安可場》（台北最終站）
- 2007年6月29日，姜育恆《跟往事乾杯2007個人演唱會》（台北站）
- 2007年7月21日，Daniel Powter《亞洲唯一台北演唱會》（台北站）
- 2007年8月10-11日，黃品源《源來有你巡迴演唱會》（台北站）
- 2007年8月17-18日，陳綺貞《A Piece of Summer 全台巡迴演唱會》（台北站）
- 2007年9月22日，康康《見康快樂全台巡迴演唱會》（台北站）
- 2007年11月9-10日，蘇永康《蘇永康聽情歌演唱會》（台北站）
- 2007年11月16-18日，林慧萍《說好見面全台巡迴演唱會》（台北站）
- 2007年11月24日，《你唱我和民歌演唱會》（台北站）
- 2007年11月30日-12月1日，蔡琴《不了情經典老歌演唱會》（台北站）
- 2007年12月25日，夏川里美《經典美聲之旅聖誕節演唱會》（台北站）
- 2007年12月30-31日，陳昇《土產金剛2008第十四年跨年演唱會》（台北站）
- 2008年4月5日，方大同《方大同未來演唱會》（台北站）
- 2008年4月26-27日，費玉清《情話綿綿全台巡迴演唱會》（台北首站）
- 2008年5月9-11日，黃小琥《2008世界巡迴演唱會》（台北站）
- 2008年5月17日，蕭煌奇×楊培安《2008巡迴演唱會》（台北站）
- 2008年5月24日，戴佩妮《我到底是誰2008演唱會》（台北站）
- 2008年6月13-14日，彭佳慧×游鴻明《呼彭喚游2008巡迴演唱會》（台北站）
- 2008年6月21-22日，費玉清《情話綿綿全台巡迴演唱會安可場》（台北最終站）
- 2008年8月16日，林志炫《2008巡迴演唱會》（台北站）
- 2008年8月23日，盧廣仲《100種生活 Live in TICC 首場個人演唱會》（台北站）
- 2008年8月30-31日，黃大煒《第六種感應世界巡迴演唱會》（台北站）
- 2008年9月11日，蔡琴《新不了情世界巡迴演唱會》（台北站）
- 2008年9月20日，《全球人壽經典老歌慈善演唱會》（台北站）
- 2008年10月3-4日，鄭中基《2008巡迴演唱會》（台北站）
- 2008年10月25-26日，李聖傑《台新銀行萬人迷演唱會》（台北站）
- 2008年11月15日，胡彥斌《男人歌演唱會》（台北站）
- 2008年11月22-23日，林憶蓮《憶蓮Live 08世界巡迴演唱會》（台北站）
- 2008年12月24日，陳珊妮《視覺系樂園耶誕演唱會》（台北站）
- 2008年12月31日-2009年1月1日，陳昇《我們怎麼了？2009第十五年跨年演唱會》（台北站）
- 2009年2月13日，中孝介《2009情人節前夕台北演唱會》（台北站）
- 2009年4月10-12日，黃小琥《2009世界巡迴演唱會》（台北站）
- 2009年4月18-19日，費玉清《2009全台巡迴演唱會》（台北首站）
- 2009年6月20-21日，費玉清《2009全台巡迴演唱會安可場》（台北最終站）
- 2009年7月18日，品冠《一切為了愛世界巡迴演唱會》（台北站）
- 2009年8月15-16日，順子《2009回家演唱會》（台北站）
- 2009年10月23-24日，陶喆《上太空說巡迴演唱會》（台北站）
- 2009年11月14日，李翊君×羅時豐《國台伴世界巡迴演唱會》（台北站）
- 2009年11月21日，戴佩妮《野薔薇亞洲巡迴演唱會》（台北站）
- 2009年12月5-6日，Super Junior-M《Super Girl 2009台北首次Fan Party》（台北站）
- 2009年12月19-20日，鳳飛飛《流水年華演唱會》（台北站）
- 2009年12月25-26日，盧廣仲《OH YEAH!!! 全台巡迴演唱會》（台北站）
- 2009年12月31日-2010年1月1日，陳昇《P.S.是的，我在台北。2010第十六年跨年演唱會》（台北站）
- 2010年1月8-10日，鳳飛飛《流水年華演唱會安可場》（台北站）
- 2010年1月29-30日，潘美辰《「前世情緣 金聲相聚」亞洲巡迴歌舞演唱會》（台北站）
- 2010年3月31日-4月1日，Europe《Last Look at Eden 亞洲巡迴演唱會》（台北站）
- 2010年4月24-25日，費玉清《2010全台巡迴第100場個人演唱會》（台北首站）
- 2010年6月18-20日，費玉清《2010全台巡迴演唱會安可場》（台北最終站）
- 2010年9月4日，蕭煌奇《愛作夢的人 蕭煌奇演唱會》（台北站）
- 2010年9月18日，韋禮安《兩腳書櫥的逃亡演唱會》（台北站）
- 2010年10月30-31日，萬芳《你所不知道的那些夜晚亞洲巡迴演唱會》（台北站）
- 2010年12月4-5日，《EZ5二十週年演唱會》（台北站）
- 2010年12月10-11日，林慧萍《一個人全台巡迴演唱會》（台北站）
- 2010年12月24-26日，蔡琴《海上良宵聖誕演唱會》（台北站）
- 2010年12月31日-2011年1月1日，陳昇《「我們曾愛過」就不怕歲月能怎樣 2011第十七年跨年演唱會》（台北站）
- 2011年4月23-24日，費玉清《美聲饗宴全台巡迴演唱會》（台北首站）
- 2011年5月17日，《台韓友好演唱會》（台北站）
- 2011年6月6日，Super Junior-M《太完美 2011 台灣Fan Party》（台北站）
- 2011年6月18-20日，費玉清《美聲饗宴全台巡迴演唱會安可場》（台北最終站）
- 2011年7月22-23日，A-Lin《仲夏‧夢世界巡迴演唱會》（台北站）
- 2011年8月27日，嚴爵《沒有你怎麼辦演唱會》（台北站）
- 2011年11月1日，Jason Mraz《You Are Loved 秋季巡迴演唱會》（台北站）
- 2011年12月10日，《「如果有一天我不在，樹在」音樂人陳志遠紀念演唱會》
- 2011年12月30-31日，陳昇《愛情的槍2012第十八年跨年演唱會》（台北站）
- 2012年3月4日，魏如萱《晚安晚安演唱會》（台北站）
- 2012年3月23-24日，翁立友《堅持全台巡迴演唱會》（台北站）
- 2012年3月31日，蘇永康《給那誰的台北演唱會》（台北站）
- 2012年4月28-29日，費玉清《2012全台巡迴演唱會》（台北首站）
- 2012年6月23-24日，費玉清《2012全台巡迴演唱會安可場》（台北站）
- 2012年8月3-4日，蕭煌奇《幸福在叫我10周年演唱會》（台北站）
- 2012年9月8日，王儷婷《Olivia Romance 愛的羅曼史演唱會》（台北站）
- 2012年10月20日，余天《2012聽歌演唱會》（台北站）
- 2012年11月3日，徐佳瑩《理想人生巡迴演唱會》（台北站）
- 2012年12月11日，Elton John《40th Anniversary of the Rocket Man 世界巡迴演唱會（英语：40th Anniversary of the Rocket Man）》（台北站）
- 2012年12月23日，張芸京《我陪你亞洲巡迴演唱會》（台北站）
- 2012年12月30-31日，陳昇《二十歲的練習曲2013第十九年跨年演唱會》（台北站）
- 2013年4月27-28日，費玉清《台灣巡迴最終回演唱會》（台北首站）
- 2013年6月8日，林隆璇×張中立《友情萬歲演唱會》（台北站）
- 2013年6月16日，動力火車《莫忘初衷 繼續轉動 世界巡迴演唱會》（台北站）
- 2013年6月21-23、25日，費玉清《台灣巡迴最終回演唱會安可場》（台北最終站）
- 2013年8月13日，Cyndi Lauper《She's So Unusual Tour 30周年演唱會（英语：She's So Unusual: 30th Anniversary Tour）》（台北站）
- 2013年11月16日，曾心梅《2013舊情綿綿演唱會》（台北站）
- 2013年11月28-30日，彭佳慧《My Moments in Time 世界巡迴演唱會》（台北站）
- 2013年12月28、31日，陳昇《我的小清新2014第二十年跨年演唱會》（台北站）
- 2014年1月12日，周蕙《第一次約定2014台北演唱會》（台北站）
- 2014年4月11日，齊豫《橄欖樹2014公益演唱會》（台北站）
- 2014年5月9-11日，蔡琴《好預兆「祝福滿溢」演唱會》（台北站）
- 2014年8月9日，張懸《無歌單 個人專場演出》（台北站）
- 2014年9月20日，A-Lin×徐佳瑩×黃小琥《【都會女聲TCO】流行音樂演唱會》
- 2014年11月22日，宋冬野《孤得奈特台北演唱會》（台北站）
- 2014年11月23日，Mr. Big《...The Stories We Could Tell 世界巡迴演唱會》（台北站）
- 2014年11月29-30日，Jason Mraz《YES! 世界巡迴演唱會》（台北站）
- 2014年12月31日-2015年1月1日，陳昇《和你一起唱2015第二十一年跨年演唱會》（台北站）
- 2015年1月20日，GOT7《首場亞洲巡迴Showcase》（台北站）
- 2015年3月7日，萬芳《原來的地方巡迴演唱會》（台北站）
- 2015年5月30日，家家《飛Wind Beneath My Wings演唱會》（台北站）
- 2015年6月6-7日，李翊君《夢想。情歌。演唱會》（台北站）
- 2015年7月11日，李榮浩《天生李榮浩巡迴演唱會》（台北站）
- 2015年9月19日，許富凱《青春少年夢 首度個人演唱會》（台北站）
- 2015年11月28日，品冠《現在，你在哪裡？世界巡迴演唱會》（台北首站）
- 2015年12月12日，巫啟賢《凱時娛樂啟賢留文正演唱會》（台北站）
- 2015年12月31日-2016年1月1日，陳昇《是否，你還記得 2016第二十二年跨年演唱會》（台北站）
- 2016年1月2日，林俊傑《和自己對話微距音樂會》（台北站）
- 2016年1月10日，IU《2016 IU in Taipei 台北演唱會》（台北站）
- 2016年3月14日，Richard Marx《The Solo Tour 2016台北演唱會》（台北站）
- 2016年4月2日，秀蘭瑪雅《緣來有你演唱會》
- 2016年4月30日，黃貫中《英雄有分數世界巡迴演唱會》（台北站）
- 2016年5月6-8日，蔡琴《寶島不了情演唱會》（台北站）
- 2016年5月24日，Damien Rice《Damien Rice Live in Taipei 戴米恩莱斯2016台北演唱會》（台北站）
- 2016年7月2日，陽帆《再一次相見2016個人演唱會》（台北站）
- 2016年8月16日，Charlie Puth《Nine Track Mind Tour 2016台北演唱會》（台北站）
- 2016年9月3日，黃品源《黃品源×金立海樂團 RETURN演唱會》（台北站）
- 2016年9月24日，LiSA《LiVE is Smile Always～Hi! FiVE～Taipei 2016》（台北站）
- 2016年10月1日，GFRIEND《1st SHOWCASE in TAIWAN》（台北站）
- 2016年11月18日，Apink《"PINK AURORA" ASIA TOUR in Taipei》（台北站）
- 2016年11月23日，《2016萬海慈善「讓愛閃耀」公益演唱會》
- 2016年11月24日，徐佳瑩×蕭煌奇《長榮航空貴賓之夜【賞星樂慕】音樂會》
- 2016年12月24-25日，中島美嘉《15th Anniversary Best Live in Taipei 2016聖誕演唱會》（台北站）
- 2016年12月30-31日，陳昇《我和你沒完沒了2017第二十三年跨年演唱會》（台北站）
- 2017年1月6日，GOT7《FLIGHT LOG: TURBULENCE粉絲見面會》（台北站）
- 2017年3月18-19日，葉啟田《驀然回首巡迴演唱會》（台北站）
- 2017年5月6日，洪榮宏《2017洪榮宏の心曲演唱會》（台北站）
- 2017年5月12-14日，蔡琴《百萬精華演唱會》（台北站）
- 2017年6月3-4日，李翊君《翊往情深演唱會》（台北站）
- 2017年7月1-2日，夏川里美《戀夏台北演唱會》（台北站）
- 2017年7月9日，GFRIEND《1st MINI CONCERT in TAIWAN》（台北站）
- 2017年7月15日，蔡小虎《「福虎生風 幸福送乎你」演唱會》（台北站）
- 2017年7月29日，鄭秀妍《Jessica 1st Mini Concert in Taiwan - On Cloud Nine》（台北站）
- 2017年7月30日，黃致列《首場新專輯海外演唱會》（台北站）
- 2017年8月5日，曾沛慈《我愛你2017台北演唱會》（台北站）
- 2017年8月19-20日，盧廣仲《2017春季巡迴演唱會》（台北站）
- 2017年11月3-4日，林慧萍《一朵盛開的花演唱會》（台北站）
- 2017年11月11日，康康《我要謝謝你 出道20周年演唱會》（台北站）
- 2017年11月17-18日，周興哲《22 PLUS 亞洲巡迴演唱會》（台北首站）
- 2017年12月21日，李閏珉《2017李閏珉台灣音樂會 Yiruma Live in Taiwan 2017》
- 2017年12月30-31日，陳昇《說故事的自由人2018第二十四年跨年演唱會》（台北站）
- 2018年1月12-14日，陳綺貞《Acoustic Cheer - ego，房間裡的音樂會》（台北站）
- 2018年2月10日，Aqours《Aqours Club Activity LIVE & FAN MEETING Trip to Asia -Landing action Yeah!!》（台北站）
- 2018年4月29日，宇宙人《宇宙人OADV 我們的探險計劃 世界巡迴演唱會》（台北站）
- 2018年5月25-26日，徐懷鈺《只為『鈺』見你 2018徐懷鈺演唱會》（台北站）
- 2018年5月27日，秀蘭瑪雅×王瑞霞×黃妃《姬情台三線演唱會》（台北站）
- 2018年7月7日，黃致列《Love Stars 台北演唱會》（台北站）
- 2018年8月2日，Bob Dylan《Never Ending Tour 2018台北演唱會（英语：Never Ending Tour 2018）》（台北站）
- 2018年8月25日，柯智棠《吟遊世界巡迴演唱會》（台北站）
- 2018年8月26日，魏如萱《【milk and honey】孕期限定演唱會》（台北站）
- 2018年9月19日，杜娃黎波《Dua Lipa Live in Taipei 杜娃黎波2018台北演唱會（英语：The Self-Titled Tour (Dua Lipa)）》（台北站）[7]
- 2018年9月23日，Tiffany Young《2018 TIFFANY YOUNG Asia Fan Meeting Tour》（台北站）
- 2018年10月21日，鄭秀妍《Jessica 2nd Mini Concert in Taiwan - Golden Night》（台北站）
- 2018年11月3-4日，陶晶瑩《陶晶瑩的1999年演唱會》
- 2018年12月30-31日，陳昇《華人公寓2019第二十五年跨年演唱會》（台北站）
- 2019年1月12日，江美琪《我愛江美琪演唱會》（台北站）
- 2019年2月16日，《我們's Women演唱會》（台北站）
- 2019年4月6-7日，Aqours《World Love Live! ASIA TOUR 2019》（台北站）
- 2019年4月29日，TROYE SIVAN《BLOOM TOUR TAIPEI 》（台北站）
- 2019年5月22-23日，方雅賢《歌之饗宴音樂會》（台北站）
- 2019年6月8日，Aimer《Aimer soleil et pluie Asia Tour in Taipei》(台北站)
- 2019年6月22日，宮野真守《MAMORU MIYANO ASIA LIVE TOUR 2019 ～BLAZING!～》（台北站）
- 2019年8月16-18日，蔡琴《2019好新琴演唱會》（台北站）
- 2019年9月7日，家家《在家裡 HOUSE PARTY》（台北站）
- 2019年9月21日，岑寧兒《Nothing is Under Control Live 2019》（台北站）
- 2019年10月10日，黃大煒《1010台北演唱會》
- 2019年11月3日，陳潔儀《25年的綻放演唱會》（台北站）
- 2019年11月16日，鄭怡《記得想飛演唱會》（台北站）
- 2019年11月22日，曾沛慈《2019謎之音演唱會》（台北站）
- 2019年12月30-31日，陳昇《逃跑的日子2020第二十六年跨年演唱會》（台北站）
- 2020年1月19日，Tiffany Young《TIFFANY YOUNG OPEN HEARTS EVE PART TWO in TAIPEI》（台北站）
- 2020年2月8日，朴志訓《「360」粉絲見面會》（台北站）
- 2020年2月28-29日，曾博恩《「另存新檔」曾博恩2020世界巡迴演出》
- 2020年7月11日，潘越雲《「經典．潘越雲」2020巡迴演唱會》（台北站）
- 2020年8月22日，戴愛玲《愛戴2020演唱會》（台北站）
- 2020年9月19-20日，任賢齊《「齊跡」世界巡迴演唱會》（台北站）
- 2020年11月28-29日，周蕙《「漫步月光下」台北演唱會》
- 2020年12月5日，李翊君《「翊如既往」李翊君2020巡迴演唱會》（台北站）
- 2021年1月16日，裘海正《「愛我和我愛的人」裘海正2021巡迴演唱會》（台北站）
- 2021年3月27日，趙詠華×林俊逸《華逸登場演唱會》（台北站）
- 2021年4月11日，荒山亮《「迎接好天」20週年演唱會》（台北站）
- 2021年4月17日，坣娜《「愛是自由 Free to Love」台北演唱會》
- 2021年5月8-9日，辛曉琪《「回報以歌」巡迴演唱會》（台北站）
- 2022年10月15日，蘇永康《2022蘇式情歌台北演唱會》
- 2022年11月12日，郭靜《2022郭靜So Lucky!演唱會》
- 2023年6月6日，鄭容和《ALL ROUNDER 2023鄭容和LIVE 台北演唱會》
- 2023年6月18日，NMIXX《NICE TO MIXX YOU》（台北站）
- 2023年10月28-29日，張惠春《歌之饗宴8-破繭而出 SAYA 張惠春》演唱會
- 2023年11月25日，蘇永康《2023蘇氏情歌台北演唱會》
- 2024年10月12日，梁文音《2024梁文音「為什麼聽情歌」TICC演唱會》
- 2025年5月17日，FEniX《FEniX「MBB」2025 LIVE CONCERT》
- 2025年8月3日，Red Velvet - IRENE & SEULGI《2025 IRENE & SEULGI Concert Tour [BALANCE] 》(台北站)
- 2026年2月14日，QWER《2025 QWER 1ST WORLD TOUR <ROCKATION>》(台北站)

## 爭議問題

### 出入口設計

TICC東側大門

TICC正門與側門的問題，一向是很多參加會議或是參觀展覽者最容易誤判的地方，主要是因為規劃上的問題所致。TICC當初設址時，門牌號碼設在信義路五段1號；但是真正的正大門，不是信義路上屋頂設計的南側入口，而是與台北世貿中心展覽一館A區相鄰的東側入口大門。同理，台北世界貿易中心國際貿易大樓也有類似之設計。

### 管理與經營
1989年TICC興建初期，接近竣工的階段，曾發生人員調度與分配的問題；於是同年7月28日，由經濟部世貿中心工作小組副執行祕書張祖光進行統籌，並接管TICC的所有營運業務，也化解了人事調度的問題。
但是TICC啟用後的兩年間，因為使用率過低與經營虧損嚴重，一度遭到外界抨擊「國內會議中心」及「走不出國際舞台」等負面印象；這些問題直到中華民國對外貿易發展協會接手經營，並將其成為展覽與研討會的多功能建築、積極爭取國際會議來台辦理後，使之逐步成為台灣最重要的國際會議中心。

## 資料來源
1. ↑  （中文）. 經濟日報. 1984年12月28日: 2.
2. ↑  （中文）劉麗芳; 游輝弘. . 醫藥新聞 (民生報). 1989年12月4日: 23.
3. ↑  （中文）黃淑玲. . 經濟新聞 (聯合報). 1990年1月7日: 6.
4. ↑  （中文）. 會議中心簡介.   [2007年5月12日]. （原始内容存档于2007年5月14日）.
5. ↑  規劃案名稱:台北國際會議中心〔雙龍戲珠〕不銹鋼景觀大雕塑製作案 （页面存档备份，存于）, 楊英風數位美術館
6. ↑  台北國際會議中心 （页面存档备份，存于）, 台灣大百科全書, 行政院文化建設委員會
7. ↑  .   [2018-06-10]. （原始内容存档于2021-02-03）.
8. ↑  （中文）. 建築本事─台北. SINO讀書共和國.   [2007年5月12日]. （原始内容存档于2007年9月28日）.
9. ↑  （中文）. 貿易運輸交通 (經濟日報). 1989年7月29日: 6.
10. ↑  （中文）王淑瑛. . 專題報導 (民生報). 1991年12月20日: 40.

## 外部連結
- 國際會議協會官方網站 （页面存档备份，存于）（英文）
- 台北國際會議中心官方網站 （页面存档备份，存于）（繁體中文）（英文）
- 中華民國對外貿易發展協會（繁體中文）（英文）